# Lawrence Terry
Lawrence Terry, né le 12 avril 1946 à Concord au Massachusetts, est un rameur d'aviron américain. 

## Carrière
Lawrence Terry participe aux Jeux olympiques de 1972 à Munich et remporte la médaille d'argent avec le huit américain composé de Franklin Hobbs, Peter Raymond, Timothy Mickelson, Eugene Clapp, William Hobbs, Cleve Livingston, Michael Livingston et Paul Hoffman.